# Garcia I (król Nawarry)
Garcia I Sanchez (również Garcia Sanchez I), jęz. hiszp. García Sánchez I – król Nawarry 925-970, hrabia Aragonii 943-970, z dynastii Jimenez.
Urodzony prawdopodobnie w 919, syn króla Nawarry Sancho I i Tody (Toty) Aznarez. Był najmłodszym dzieckiem, miał sześć starszych sióstr.
Ojciec Garcii, założyciel nowej dynastii Jimenez panującej w Nawarze zmarł w 925 i podczas małoletniości Garcii rządy regencyjne w królestwie Nawarry sprawowali stryj Jimeno Garces (zmarł w 931) i matka królowa Toda Aznarez (zmarła po 970). Matka Garcii, pochodząca z rodu rządzącego Nawarrą przed dynastią Jimenez, była spokrewniona z potężnym kalifem Kordoby (od 929, wcześniej emirem) Abd ar-Rahmanem III, dzięki czemu jej syn utrzymał się na tronie Nawarry, mimo że kalif prowadził walki przeciwko chrześcijańskim iberyjskim królestwom. Kalif nie wahał się ingerować w wewnętrzne sprawy Nawarry i w 934 wymusił na królowej dopuszczenie Garcii do samodzielnych rządów. Ceną za to było podporządkowanie się królestwa Nawarry kalifowi, a także rezygnacja z planów ożenienia Garcii z córką Sunyera I, hrabiego Barcelony. Za czasów regencji królowej Tody Nawarra związała się bliskim sojuszem z innym chrześcijańskim państwem – królestwem Leónu, którego władca Ramiro II był siostrzeńcem Tody. Dzięki temu sojuszowi połączonym siłom chrześcijan udało się w 939 w bitwie pod Simancas zadać ciężką klęskę wojskom kalifa i zrzucić muzułmańską zależność.
Po roku 933 Garcia I ożenił się z Andregotą Galindez (urodz. 922, zm. 972), córką i dziedziczką hrabiego Aragonii Galindo II Aznareza. Małżeństwo doprowadziło do unii Nawarry i Aragonii, jednak już w 940 małżeństwo zostało rozwiązane, powodem było zbyt bliskie pokrewieństwo między małżonkami. Drugą żoną Garcii została Teresa (zm. po 957), będąca prawdopodobnie córką króla Leónu Ramiro II. Po zawarciu drugiego małżeństwa Garcia I wdał się w walki dynastyczne trwające w Leónie, popierając króla Sancho Otyłego (syna Ramiro II z Leónu) w walce z rebelią jego kuzyna Ordonio IV. Jednak pomoc Garcii oraz sprzymierzonych z nim muzułmanów na wiele się nie zdała i po 966 władzę w Leonie przejął Ordoño IV Nikczemny.
Garcia I Sanchez zmarł 22 lutego 970 roku. Dzieckiem Garcii z pierwszego małżeństwa był:
- Sancho II – król Nawarry 970-994;

z drugiego małżeństwo pochodzili:
- Ramiro – król Viguery, zm. 981,
- Urraka Diaz, jej pierwszym mężem był Ferdynand I Gonzalez (zm. 970), pierwszy hrabia Kastylii, drugim mężem został Wilhelm, książę Gaskonii, zm. 1041.